# PopCap Games
PopCap Gamés és una empresa dedicada a la creació i distribució de videojocs fundada l'any 2000 i des del 2011 actua com a filial d'Electronic Arts. Opera tant amb jocs de PC i consoles com amb jocs de navegador, en la seva gran majoria jocs denominats "casual", aquells que són fàcils d'aprendre i dirigits a un mercat massiu. Quan es tracta de jocs en línia, s'acostuma a oferir una versió de prova més reduïda per incitar a la compra del joc complet.

## Jocs més destacats

### Desenvolupats per PopCap Games
- Alchemy
- AstroPop
- Bejeweled (saga)
- Bookworm
- Candy Train
- Feeding Frenzy
- Insaniquarium
- Peggle
- Plants vs Zombies (saga)
- Solitaire Blitz
- Zuma

### Distribuïts
- Alice Greenfingers
- Big Kahuna Reef
- Cake Mania (saga)
- Cosmic Bugs
- Tradewinds Legends